# Hořice v Podkrkonoší (nádraží)
Hořice v Podkrkonoší jsou železniční stanice v jižní části města Hořice v okrese Jičín v Královéhradeckém kraji poblíž Chvalinského potoka. Leží na neelektrizované jednokolejné trati Hradec Králové – Turnov. Přibližně kilometr severně je umístěno městské autobusové nádraží.

## Historie
Stanici byla vybudována na trati Hradec Králové – Ostroměř Českých obchodních drah (BCB) a uvedena do provozu byla uvedena 15. listopadu 1881. Po zestátnění BCB v roce 1908 pak obsluhovala stanici jedna společnost, Císařsko-královské státní dráhy (kkStB), po roce 1918 pak správu přebraly Československé státní dráhy.

## Popis
V roce 2009 prošla stanice rekonstrukcí fasády.[zdroj?] Ve stanici jsou dvě nástupiště, jednostranné vnější u výpravní budova, dále pak jednostranné vnitřní s přístupem přes kolej.